# Vodnička potoční
Vodnička potoční (Cudoniella clavus) je nejedlá houba z čeledi voskovičkovitých rostoucí vzácně od března do června na dřevě ponořeném v tekoucí vodě. Spolu s dalšími druhy je uváděna jako indikátor čistoty vody.

## Synonyma
- Cudoniella clavus (Alb. & Schwein.) Dennis,  1964
- Helotium aquaticum Curr., (1863)
- Helotium clavus (Alb. & Schwein.) Gillet, (1879)
- Hymenoscyphus aquaticus (Curr.) W. Phillips,  1887
- Ombrophila clavus (Alb. & Schwein.) Cooke,  1879
- Peziza clavus Alb. & Schwein., Consp. fung. lusat.,  1805
- Phialea aquatica (Curr.) Sacc.,  1889

## Popis
Plodnice jsou nenápadné, kloboučky jsou široké 5–10 mm, terčovitě ploché až mírně prohloubené, posléze vyklenuté, voskovité s mírně vmáčklým středem vysoké 1–2 cm. Na spodu jsou bílé s okrovým nádechem.
Třeň 0,5–2 cm dlouhý, až 1 cm tlustý, k vrcholu se mírně rozšiřuje, chloupkatý. Barvy jako klobouk, jen na bázi je černavý.
Výtrusný prach – výtrusy nemají přepážku a jsou 10–17 × 3-5 µm velké.